# Det ligger i luften
"Det ligger i luften" är en sång av Tomas Ledin från 1979. Den finns med på hans sjunde studioalbum Ut på stan (1979), men utgavs också som singel.
Ledin tävlade med låten i Melodifestivalen 1979 där den kom på en andraplats med 96 poäng, endast slagen av Ted Gärdestads "Satellit". Ledin låg i ledning ända fram till dess att den näst sista juryn avlagt sina röster, då Gärdestad gick om och vann. Dirigent var Anders Eljas.

## Låtlista
1. "Det ligger i luften"
2. "Det ligger i luften" (discoversion)

## Listplaceringar
| Lista (1979) | Topplacering |
| ------------ | ------------ |
| Sverige      | 20           |

### Fotnoter
1. ↑  ”Tomas Ledin”. Svensk mediedatabas. http://smdb.kb.se/catalog/search?q=Tomas+Ledin+year%3A1970-1979&sort=OLDEST. Läst 15 januari 2013.
2. ↑  ”Melodifestivalen 1979”. Sveriges Television. https://www.svt.se/melodifestivalen/melodifestivalen-1979?. Läst 15 januari 2013.
3. ↑  Placeringar på den svenska singellistan